# Инцидент с Saab 2000 над Северным морем
Инцидент с Saab 2000 над Северным морем — авиационный инцидент, произошедший 15 декабря 2014 года. Авиалайнер Saab 2000 авиакомпании Loganair выполнял плановый рейс LM6780 по маршруту Абердин — Шетландские острова, но при заходе на посадку в пункте назначения в него попала молния, ослепившая пилотов. Пилоты обнаружили серьёзные проблемы с управлением и передали сигнал «Mayday», самолёт начал набор высоты, после чего внезапно перешёл в пикирование и едва не рухнул в Северное море (впоследствии во время расследования было установлено, что лайнер находился в 7 секундах до предполагаемого падения в Северное море), но экипаж смог восстановить управление и выровнять самолёт. Из-за сложных погодных условий в аэропорту Самборо пилоты приняли решение вернуться в Абердин, где они совершили успешную аварийную посадку. Никто из находившихся на борту самолёта 33 человек (30 пассажиров и 3 члена экипажа) не пострадал.
Причиной инцидента стали ошибки экипажа — пилоты думали, что после попадания молнии автопилот отключился, в то время как на самом деле он работал. Когда экипаж пытался набрать высоту, автопилот обратно выравнивал лайнер, из-за чего экипаж считал, что сопротивление штурвала, четырёхкратно превышающее обычное, является проблемой с управлением. На Saab 2000 есть конструктивная особенность, не позволяющая отключить автопилот сильным давлением на штурвал. В кабине было недостаточно визуальных индикаторов, позволяющих пилотам определить, что автопилот был включён. Когда автопилот опустил нос самолёта вниз, после того как командир набрал некоторую высоту, самолёт продолжал снижение, пока не перешёл в пикирование. За 7 секунд до предполагаемого падения в Северное море ошибка в системе вывела автопилот из строя и позволила пилотам выровнять лайнер.

## Сведения о рейсе 6780

### Самолёт

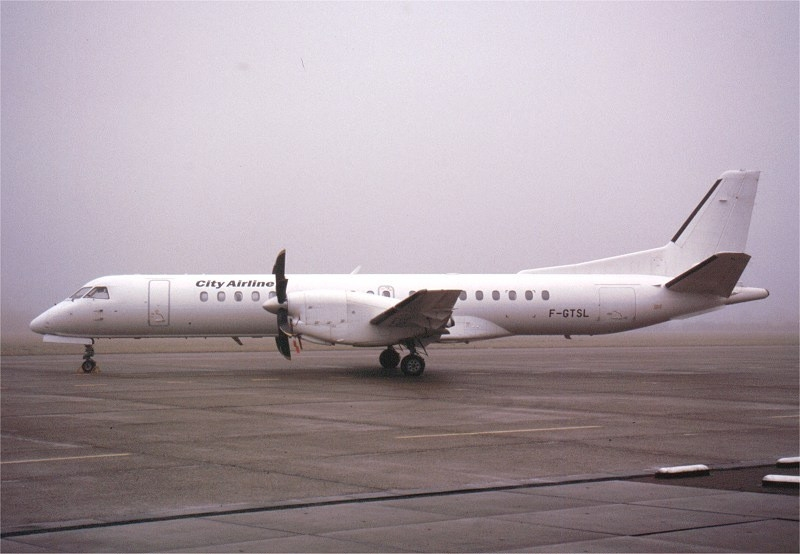
Пострадавший самолёт в 2003 году (в период эксплуатации в Braathens Regional Airways)

Saab 2000 (регистрационный номер G-LGNO, серийный 013) был выпущен в 1995 году (первый полёт совершил 5 февраля под тестовым б/н SE-013). Оснащён двумя турбовинтовыми двигателями Rolls-Royce AE2100A. Эксплуатировался авиакомпаниями:
- Deutsche BA[англ.] — с 17 марта 1995 года по 12 мая 1997 года (борт D-ADSA),
- Régional CAE — с 12 мая 1997 года по 13 апреля 1998 года и с 9 апреля 1999 года по 1 августа 2001 года (в ней сменил два б/н — F-GTSA и F-GTSL),
- CityJet — с 13 апреля 1998 года по 9 апреля 1999 года (борт EI-CPQ),
- Air Italy — с 1 августа 2001 года по 1 ноября 2002 года (борт F-GTSL),
- Golden Air (впоследствии Braathens Regional Airways[англ.]) — c 1 ноября 2002 года по 19 мая 2006 года и с 26 октября 2011 года по 14 марта 2014 года (в ней сменил два б/н — F-GTSL и SE-LOT),
- Carpatair — с 19 мая 2006 года по 26 октября 2011 года (борт YR-SBL).

14 марта 2014 года был куплен авиакомпанией Flybe (в ней его б/н сменился на G-LGNO), но выполнял рейсы для авиакомпании Loganair, в которой получил имя Spirit of Aberdeen.
На день инцидента 19-летний авиалайнер совершил 25 357 циклов «взлёт-посадка» и налетал 26 672 часа.

### Экипаж
Самолётом управлял экипаж из двух человек, состав которого был таким:
- Командир воздушного судна (КВС) — 42 года, опытный пилот, проработал в авиакомпании Loganair 9 лет (с 2005 года). Изначально был пилотом-любителем, затем стал пилотом-инструктором на одномоторных поршневых самолётах. Управлял самолётом Saab 340 (сначала вторым пилотом, затем командиром). В августе 2014 года был квалифицирован на пилота Saab 2000. Налетал 5780 часов (4640 из них на Saab 340), 143 из них на Saab 2000.
- Второй пилот — 35 лет, малоопытный пилот, проработала в авиакомпании Loganair 1 год (с 2014 года). С 2001 по 2012 годы управляла частным одномоторным поршневым самолётом. С 2012 по 2014 годы управляла двухмоторными поршневыми самолётами и SA-227, после чего была принята на работу в Loganair на должность второго пилота Saab 2000. Налетала 1054 часа, 260 из них на Saab 2000.

Также в салоне самолёта работал 1 бортпроводник.

## Хронология событий

### Предшествующие обстоятельства
Рейс LM6780 штатно вылетел из Абердина, на его борту находились 3 члена экипажа и 30 пассажиров. Для полёта до Шетландских островов, в аэропорт Самборо, требовалось 1828 килограммов авиатоплива, в топливных баках же находилось 3000 килограммов авиатоплива, поскольку в Абердине оно было дешевле для авиакомпании. В Абердине погода была хорошая, но в аэропорту Самборо погодные условия были намного сложнее. Когда самолёт подлетал к аэропорту, экипажу сообщили, что служба автоматической передачи информации в районе аэродрома ATIS не работает из-за попадания молнии, но второй пилот обнаружила, что ATIS работает, поскольку лайнер улавливал идущие от неё сигналы. Взлётная полоса № 27 работала в штатном режиме, ветер дул по направлению 290° со скоростью 62 км/ч (порывы могли достигать 87 км/ч), видимость составляла 4700 метров.
Во время снижения командир проинструктировал второго пилота быть готовой к попаданию молнии и смягчить её возможные последствия, поскольку при такой погоде существовала высокая вероятность такого события. Свет в кабине пилотов был включён, а командир начал готовиться к заходу на посадку по ILS. Была снижена скорость лайнера и включена противообледенительная система. УВД проинформировало экипаж, что видимость составляет 3300 метров и что ВПП № 27 на данный момент скользкая. Когда радар «окрасил» небо около аэродрома в красный цвет, что обычно означает очень сильный дождь или грозу, командир принял решение прервать заход на посадку из-за неблагоприятных погодных условий, о чём он и проинформировал авиадиспетчера. Автопилот был перенастроен на набор высоты в 600 метров и её сохранения.

### Попадание молнии в самолёт, переход в пикирование
Во время изменения курса, когда рейс LM6780 находился в 7 километрах от аэропорта Самборо, в его носовой обтекатель попала молния — она прошла сквозь фюзеляж, и вышла через вспомогательную силовую установку, которая располагалась в хвосте лайнера. В это время в салоне кратковременно появилась шаровая молния. Командир в это время совершал радиообмен с авиадиспетчерами, однако резко прервался. Пилоты были ослеплены, поскольку молния попала в носовую часть самолёта прямо за стеклом кабины экипажа, однако вскоре они пришли в себя и командир взял управление самолётом. В то время, как командир пытался набрать высоту, подняв нос самолёта вверх, второй пилот объявила сигнал «Mayday».
Рейс 6780 начал набирать высоту, однако командир заметил, что отклонение штурвала на себя не принесло ожидаемого эффекта, и также встретился с сопротивлением, которое значительно усложняло использование руля направления. Экипаж предположил, что они на самом деле набирают высоту и случился отказ приборов, однако авиадиспетчер подтвердил, что они находятся на высоте, указанной на приборах. После того, как рейс 6780 с трудом достиг высоты в 1200 метров, автопилот опустил нос самолёта и тот начал резкое пикирование. На высоте около 335 метров над уровнем моря, когда самолёт падал со скоростью почти 2900 м/мин, ошибка в системе бортового компьютера отключила автопилот и позволила пилотам выровнять лайнер. Командир дал двигателям максимальную тягу, и самолёт начал набор высоты, на этот раз без осложнений.

### Аварийная посадка
Самолёт продолжал набирать высоту, пока не достиг эшелона FL240 (7300 метров). Из-за продолжавшихся сложных погодных условий пилоты приняли решение вернуться в Абердин, о чём и уведомили пассажиров по громкой связи. Пилоты были готовы к новым осложнениям с рулём направления при совершении аварийной посадки, но рейс LM6780 приземлился штатно и без осложнений. На взлётной полосе их ждали аварийные службы, но срочная эвакуация пассажиров и экипажа не потребовалась. В отличие от обычных посадок, экипаж принял решение не включать вспомогательную силовую установку после посадки, поскольку они подозревали, что молния вышла через хвост самолёта и повредила ВСУ.
Все находившиеся на борту лайнера 33 человека выжили, лайнер получил минимальные повреждения носового обтекателя и вспомогательной силовой установки.

## Расследование
Расследование причин инцидента с рейсом LM6780 проводил Отдел по расследованию авиационных происшествий Великобритании (AAIB).
Оба бортовых самописца были извлечены из самолёта в хорошем состоянии и переданы AAIB для расшифровки. Продолжительность записи речевого самописца составляла 30 минут. Поскольку после того, как лайнер потерял управление, экипаж принял решение вернуться в Абердин, продолжительности записи не хватило, чтобы вместить необходимые следователям данные об инциденте. Подобные случаи, когда 30 минут записи не хватало для расшифровки необходимой информации (например, авария рейса 70 Cameroon Airlines), привели к тому, что появилось правило, чтобы все самолёты весом более 5700 килограммов, сертифицированные позднее 1 апреля 1998 года, имели речевой самописец с длительностью записи не менее 2 часов; они должны были получить его до 1 января 2019 года. Поскольку борт G-LGNO был сертифицирован в 1995 году, продолжительность записи самописца составляла всего 30 минут. По этой причине следователи использовали данные параметрического самописца.
Следователи AAIB изучили погодную сводку на момент инцидента, чтобы понять, была ли погода причиной потери управления после попадания молнии. Инцидент произошёл на высоте 600 метров, радар самолёта «окрашивал» погодные условия в красный цвет, что обычно означает очень сильный дождь или грозу. Попадание молнии в лайнер обычно неприятно только для пассажиров, для самолёта же она большой опасности обычно не представляет. Согласно статистике, большинство самолётов переносят удары молнии без особых повреждений; главная опасность молнии состоит в том, что она может дезориентировать пилотов своей внезапностью, что может привести к потере управления. Ранее удар молнии представлял серьёзную опасность для самолёта, например, она вызвала катастрофы рейса 214 Pan American и рейса 508 LANSA.

### Поведение экипажа во время инцидента
Согласно параметрическому самописцу, после попадания молнии в самолёт командир увеличил тягу двигателей и постарался начать набор высоты, чтобы уйти на второй круг. Увеличение тяги двигателей привело к кабрирующему моменту, а поскольку (вопреки предположению экипажа) автопилот был включён, он начал опускать нос лайнера, чтобы остаться на высоте в 600 метров. Из-за включённого автопилота экипажу приходилось прилагать четырёхкратные усилия по управлению рулём высоты, что они восприняли как проблемы с управлением, возникшие в результате попадания молнии. Пилоты считали, что после удара молнии автопилот должен был отключиться, и не перепроверили, включён ли он. Из-за высокой тяги двигателей самолёт продолжал набирать высоту до тех пор, пока не достиг 1200 метров, в то время как автопилот, который на самом деле был включён, пытался опустить нос вниз, чтобы вернуться на высоту 600 метров. Во время этого было зафиксировано малое использование руля направления и элеронов.

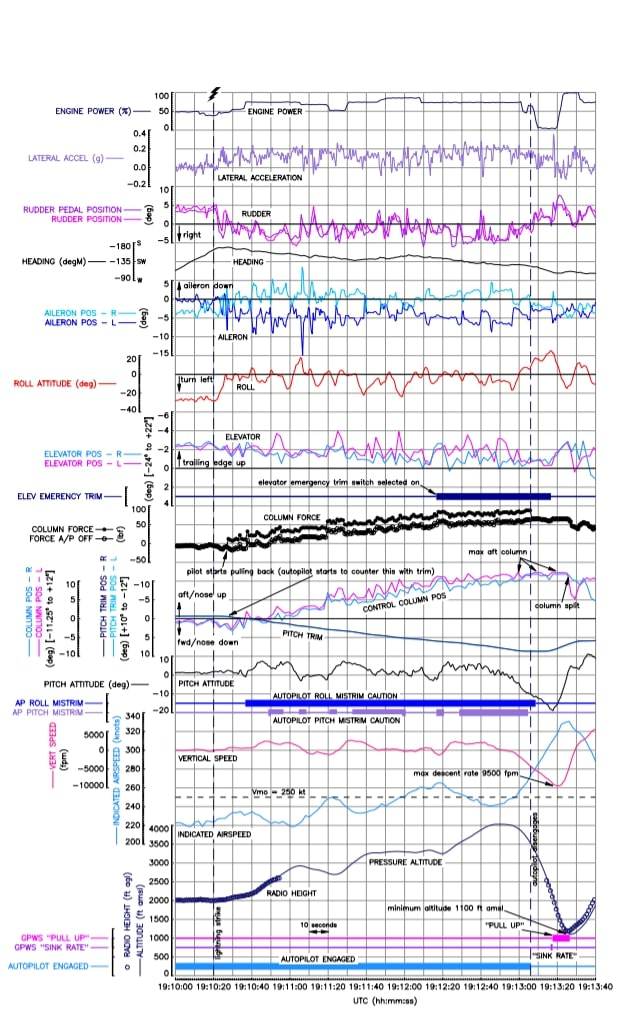
Данные параметрического самописца рейса 6780

Когда самолёт достиг высоты 600 метров, нагрузка на штурвал составляла 36 килограммов, в то время как стандартная нагрузка — 5—9 килограммов. Экипаж больше не мог прилагать достаточные усилия к штурвалу, чтобы продолжать набирать высоту, и автопилот, который всё ещё был настроен на то, чтобы снизить самолёт до 600 метров, опустил нос лайнера; тяга двигателей в это время была снижена на 50 %, и самолёт перешёл в пикирование, поскольку автопилот был настроен на снижение и частично убранная тяга двигателя убрала кабрирующий момент. Самолёт продолжал ускоряться и через 5 секунд уже падал со скоростью 450 м/мин. Тяга двигателей была снова частично убрана, однако на высоте 1000 метров самолёт уже падал со скоростью 1300 м/мин. На высоте 850 метров скорость падения составляла 2070 м/мин и продолжала увеличиваться. Пилоты дали двигателям полную тягу и продолжали попытки поднять нос самолёта. За 7 секунд до предполагаемого падения в море произошла техническая ошибка, и автопилот отключился, что позволило экипажу выровнять самолёт и развернуться для совершения аварийной посадки в Абердине.

### Окончательный отчёт расследования

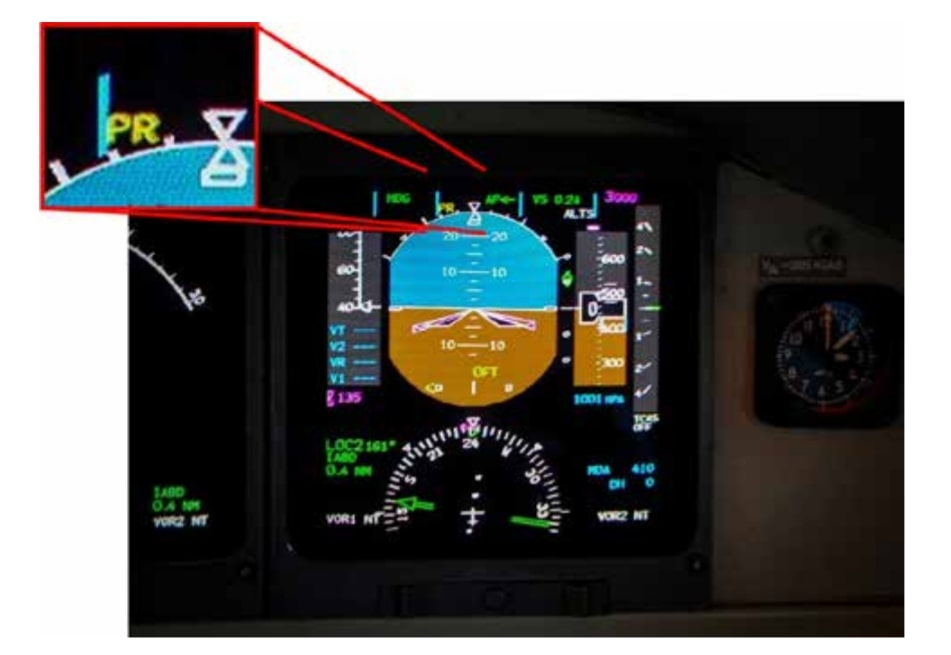
Буквы 'P' и 'R' на PFD

Окончательный отчёт расследования был опубликован 6 сентября 2016 года.
Согласно отчёту, во время штатного захода на посадку самолёт поразила молния, которая привела к несерьёзным повреждениям вспомогательной силовой установки и радара; все органы управления самолётом работали нормально. Попытка командира взять управление самолётом после попадания молнии, вероятно, была инстинктивной, поскольку командир был уверен, что автопилот должен был отключиться. Но автопилот оставался включённым и после действий командира по поднятию носа лайнера опускал его вниз, пытаясь сохранить высоту 600 метров. Так как автопилот выполнял действия, противоположные действиям командира, экипаж прилагал большие усилия для управления самолётом. Экипаж считал, что это последствия удара молнии, хотя на самом деле это произошло из-за включённого автопилота. Командир не увидел визуальный сигнал на PFD в виде мигающих букв P и R о том, что автопилот включён, а на звуковые сигналы он не обратил внимания из-за стресса.
Командир поднимал нос самолёта вверх, в то время как автопилот опускал его вниз, что привело к пикированию, едва не приведшему к катастрофе. Если бы на Saab 2000, как на других самолётах, штурвал был устроен так, чтобы отключать автопилот при пересиливании, то автопилот бы отключился почти сразу после попадания молнии. На самолётах Airbus A300, Fokker 70 и Fokker 100 автопилот также не отключался после пересиливания, что привело к нескольким авиакатастрофам.

### Рекомендации
В отличие от большинства современных самолётов, у Saab 2000 есть конструктивная особенность автопилота, заключающаяся в том, что пересиливанием на штурвал нельзя отключить автопилот. На Airbus A300 и Airbus A310 (два первых самолёта компании «Airbus») автопилот также не отключался в результате пересиливания штурвала, однако позволял пилотам управлять рулём направления. После катастрофы A300 в Нагое на всех самолётах A300 и A310 автопилот стал отключаться после пересиливания.
Для того чтобы предотвратить подобные случаи, которые могли перейти в авиакатастрофу, была выпущена рекомендация о том, что европейское агентство авиационной безопасности (EASA) должно пересмотреть конструкцию автопилота Saab 2000 и других подобных самолётов и модифицировать его, чтобы он не представлял опасности, когда экипаж использует руль высоты при включённом автопилоте.

## Последствия инцидента
Компания «Saab AB» выпустила информационный бюллетень для авиакомпаний и пилотов, согласно которому автопилот отключается вручную, если нажать соответствующий рычаг, кнопку TO/GA и переключатели уровня руля направления. Пересиливание штурвала же не приведёт к отключению автопилота. Если автопилот отключается, появляется визуальное и звуковое предупреждение в кабине пилотов.
Авиакомпании передали пилотам информацию, представленную в бюллетене производителя, добавив, что если экипаж чувствует сопротивление штурвала, то следует проверить, включён ли автопилот. Это позволит избежать подобных инцидентов, которые могут перейти в авиакатастрофу. Также была скорректирована система обучения пилотов на лётном тренажёре, а также раз в 3 года от пилотов ожидалось демонстрирование правильных действий при управлении самолётом на автопилоте, который мог неожиданно отключиться.
Saab 2000 борт G-LGNO почти не пострадал во время инцидента — были несколько несерьёзных повреждений на носовом обтекателе самолёта, в котором располагался радар, и повреждения на вспомогательной силовой установке, располагавшейся в хвостовой части. Самолёт был успешно отремонтирован и вернулся в эксплуатацию в авиакомпанию Loganair. 21 августа 2020 года был куплен авиакомпанией NyxAir (борт ES-NSE), от которой с 21 сентября 2020 года по 2 ноября 2021 года сдавался в лизинг авиакомпании Air Leap.

## Культурные аспекты
Инцидент с рейсом 6780 Loganair показан в 21 сезоне канадского документального телесериала «Расследования авиакатастроф» в серии «Кошмар в Северном море».